# گروسنیتس
گروسنیتس (به آلمانی: Größnitz) یک منطقهٔ مسکونی در آلمان است که در بالگشتدت واقع شده‌است. گروسنیتس ۱۶۷ نفر جمعیت دارد.